# Zamek w Szreńsku
Zamek w Szreńsku – późnogotycki zamek prywatny położony pośród mokradeł na północny wschód od miejscowości Szreńsk w północnej części Mazowsza. Zamek składał się z muru na planie nieregularnego czworoboku wzmocnionego czterema basztami (lub bastejami). Wewnątrz murów znajdowały się zabudowania mieszkalne. 

## Historia
Zamek został wybudowany w I połowie XVI w. przez Feliksa Srzeńskiego. Po jego śmierci w 1554 roku przeszedł wraz ze Szreńskiem na własność biskupa płockiego Andrzeja Noskowskiego i w jego rodzinie pozostawał do 1680 roku. W tym okresie w latach 1656-1657 w czasie potopu szwedzkiego zajęty przez  wojska szwedzkie i obsadzony szwedzkim garnizonem. W czasach potopu na zamku kilkakrotnie zatrzymał się król Karol X Gustaw, dokonując przed bitwą warszawską przeglądu wojsk. W 1656, na tydzień przed bitwą warszawską dotarł do Szreńska z piechotą elektor brandenburski i książę pruski Fryderyk Wilhelm. Później własność Bielińskich.
W 1734 w czasie wojny o sukcesję króla Stanisława Leszczyńskiego zajęty i splądrowany przez wojska rosyjskie – na zamku zimowali Kozacy. W XVIII wieku własność Podoskich.

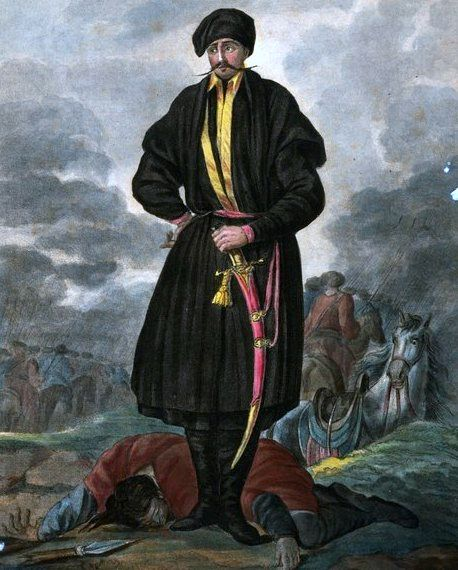
Józef Sawa Caliński – portret imitacyjny (oficer kozaków zaporoskich, 1720)

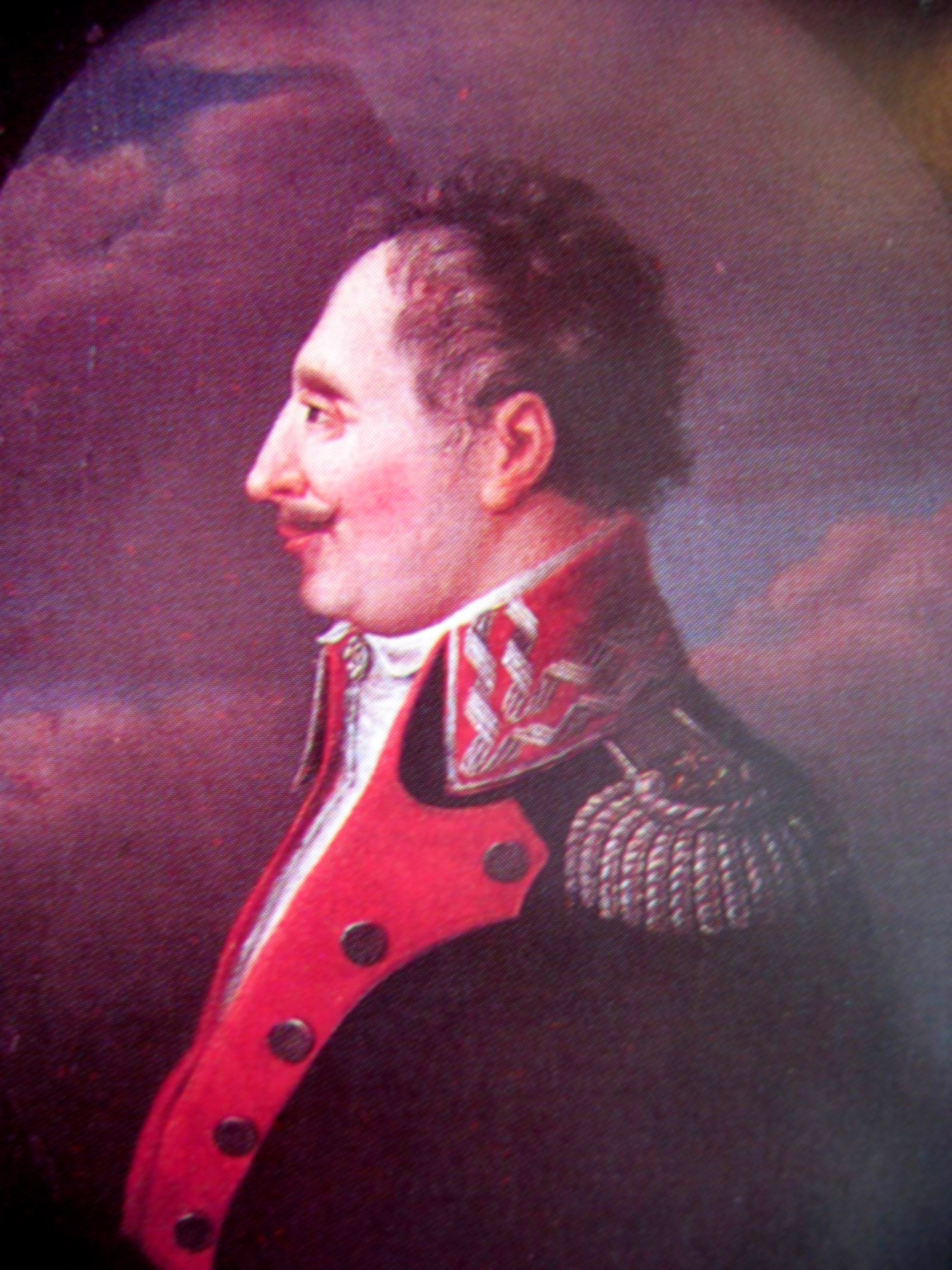
generał Antoni Józef Madaliński – żołnierz Józefa Sawy-Calińskiego (1770), zajął zamek w Szreńsku w 1794

Podczas konfederacji barskiej w latach 1769–1771 zamek stanowił bazę sił konfederackich pod dowództwem marszałka wyszogrodzkiego konfederacji barskiej Józefa Sawy Calińskiego,  który 17 lutego 1770 obronił się tu przed wojskami rosyjskimi pod wodzą pułkownika C.F. Wachtmeistra. W rok później Józef Sawa-Caliński ranny w bitwie z wojskami rosyjskimi pod dowództwem majora Salomona pod Szreńskiem 26 kwietnia 1771 dostał się do niewoli rosyjskiej.
14–15 marca 1794 brygada generała Antoniego Madalińskiego (który służył podczas konfederacji barskiej w oddziale Józefa Sawy Calińskiego, m.in. stacjonując w szreńskim zamku) zniosła posterunek pruskich huzarów na zamku w Szreńsku.
Po III rozbiorze zamek znalazł się w zaborze pruskim i stał się własnością Karla Ludwiga Erharda Knoblocha, który w 1800 roku rozebrał mury i baszty – przebudowując część mieszkalną zamku (tzw. dom mniejszy) na klasycystyczny pałac, m.in. dobudowując drugi trakt.
Pałac przetrwał do 1945, kiedy to po upaństwowieniu, eksploatowany jako szkoła, spłonął w 1948. Nieodbudowany, pozostaje w ruinie.

„W tej ziemi na czoło wysuwa się Szreńsk sławny ze względu na wspaniały zamek. Zamek ten za pamięci ojców wyjątkowo pięknie wystawił wyróżniający się tak pochodzeniem jak i męstwem wojewoda płocki Feliks. Na całym Mazowszu nie ma drugiego takiego zamku, który by mógł się z nim zmierzyć pod względem kosztowności, kunsztownego wykonania i wytworności.”.

„Zamek murowany cały murami staroświeckimi obwałowany, te bowiem mury porysowane, porozwalane i podziurawione przy wielkim stawie stojący, wodą trzy razy oblany. Grobla do miasta długa sypana i trzema mostami zgniłymi, popsutymi, [z]najduje się. Brama od miasta na dwa piętra, mieszkania nad nią [...]”. Dalej następują szczegółowe opisy pomieszczeń zamkowych, a nawet piwnic; wyliczenie sprzętów zamkowych. Zamek otaczały mury o nieregularnym zarysie czworoboku, z bastejami na rogach. Zamek został poważnie zniszczony podczas „potopu”.

## Architektura
Zamek składał się z muru obwodowego wzmocnionego czterema okrągłymi basztami (mogących mieć formę bastei). Wewnątrz obwodu obronnego od strony południowej zbudowano na początku XVI wieku gotycką dwupiętrową Kamienicę Wielką, a po przeciwnej stronie północnej Kamienicę Średnią. 
Po 1800 roku Kamienica Wielka została przebudowana w stylu klasycystycznym poprzez m.in. dobudowanie nowego traktu od frontu.